# Franz Wilhelm von Fürstenberg

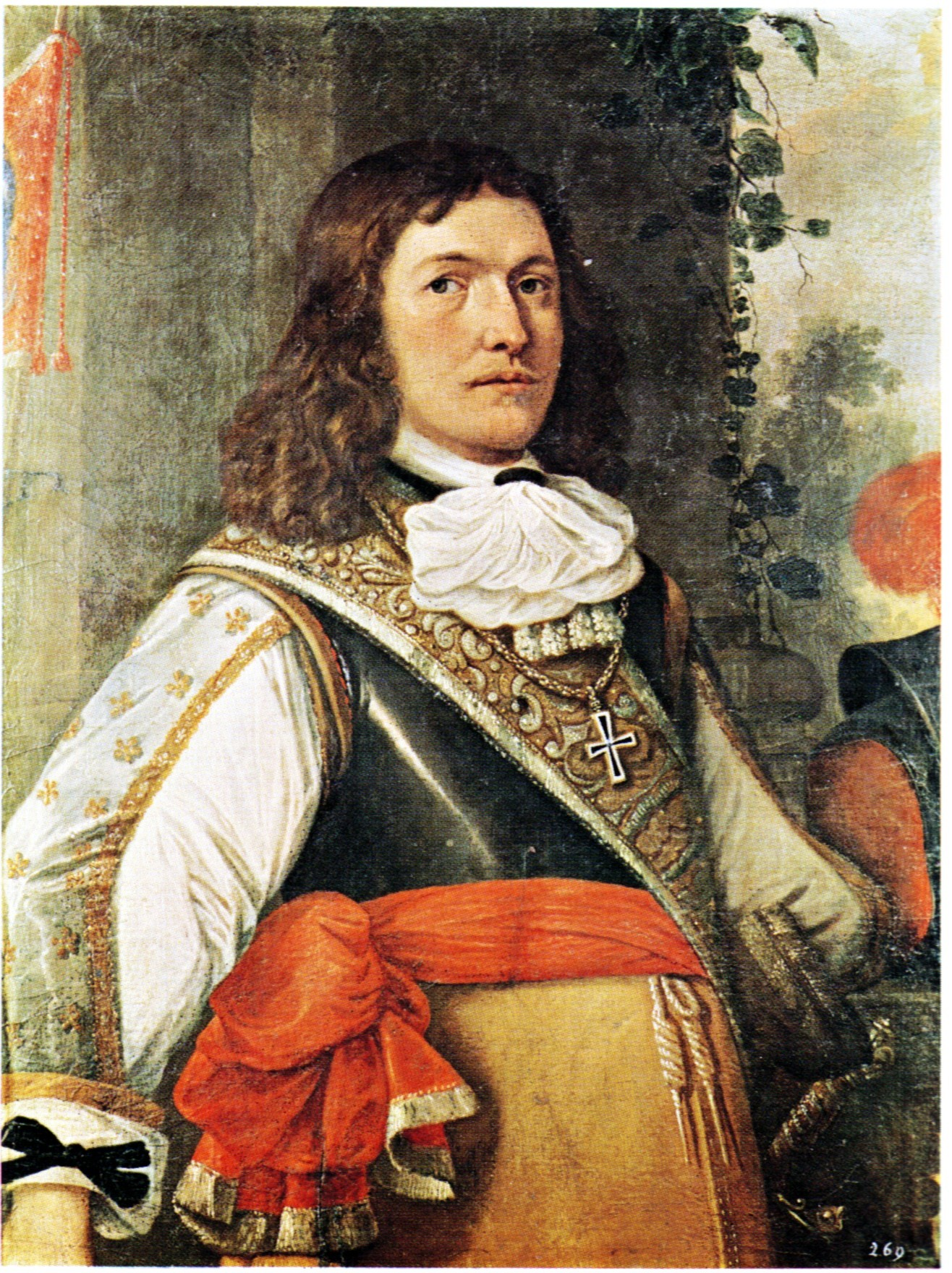
Franz Wilhelm von Fürstenberg

Franz Wilhelm von Fürstenberg (* 29. September 1628 auf Schloss Herdringen; † 2. September 1688 in Mülheim) war Ritter des Deutschen Ordens und zuletzt Landkomtur der Ballei Westfalen. Er gilt als der bedeutendste westfälische Landkomtur zwischen Reformation und Säkularisation. Er hat unter anderem das heutige Gebäude der Kommende Mülheim erbauen lassen.

## Frühes Leben
Franz Wilhelm war der Sohn Friedrichs von Fürstenberg aus der westfälischen Familie von Fürstenberg und der Anna Maria, geborenen von Kerpen. Einer seiner vielen Brüder war der Bischof Ferdinand von Fürstenberg.
Franz Wilhelm war, wie viele seiner Geschwister, früh für den geistlichen Stand vorgesehen. Bereits im Alter von neun Jahren erhielt er 1637 die erste Tonsur. Zusammen mit seinem älteren Bruder Ferdinand besuchte er das Gymnasium der Jesuiten in Siegen. Später wechselte er auf das Gymnasium in Paderborn und ab 1646 auf das Gymnasium Paulinum in Münster.
Der 1618 geborene Friedrich von Fürstenberg war nach dem Tod der Eltern für die Erziehung von Franz Wilhelm zuständig. Aus finanziellen Gründen kam für diesen eine akademische Ausbildung nicht in Frage. Auch auf die in der Familie übliche Grand Tour musste er verzichten. Bemühungen um Dompräbenden scheiterten. Jedoch gelang ihm, auch durch die Fürsprache seines Patenonkels Fürstbischof Franz Wilhelm von Wartenberg, der Eintritt in den Deutschen Orden.

## Aufstieg im Orden
Franz Wilhelm von Fürstenberg trat am 14. Februar 1650 in den deutschen Orden ein. Er brachte nur einen Harnisch und zwei Pferde mit. Erste Station war die Kommende Mülheim. Die Quellen bezeichnen ihn 1651 als Ökonomie-Inspektor. Sein Noviziat leistete er 1652 und 1653 am Hauptsitz des Ordens in Mergentheim ab. Danach kehrte er als Hauskomtur nach Mülheim zurück. Seine vom Orden vorgesehenen Militärdienstverpflichtung leistete er vermutlich in Malta ab. Seinen älteren Bruder Wilhelm gelang es anlässlich einer diplomatischen Mission im Jahr 1660, vom Hochmeister Leopold Wilhelm von Österreich die Zusage zu erhalten, dass Franz Wilhelm die nächste freiwerdende Stelle eines Komtur erhalten sollte. Noch im selben Jahr erhielt er die Kommende Osnabrück. Diese war die kleinste und ärmste westfälische Kommende.
Franz Wilhelms Einkommen verbesserte sich, als ihn sein Bruder Bischof Ferdinand 1616 zum Hofmarschall des Hochstifts Paderborn ernannte. Damit war er der Vorsteher des bischöflichen Haushaltes und ein naher Vertrauter seines Bruders. Diesen begleitete er 1664 zum Reichstag nach Regensburg.
Er war dann von 1664 bis 1671 Komtur der Kommende Brackel. Diese verpachtete er jedoch zur Bewirtschaftung weiter. Als der münstersche Fürstbischof Christoph Bernhard von Galen seinen Krieg gegen die Niederlande vorbereitete, versuchte er, Franz Wilhelm von Fürstenberg in Dienst zu nehmen. Insbesondere auf Anraten seines Bruders Wilhelm lehnte Franz Wilhelm ab, zumal der Hochmeister Johann Caspar von Ampringen diesen Schritt kaum gebilligt hätte.

## Koadjutor der Ballei Westfalen
Im Jahr 1666 bat der alte bisherige westfälische Landkomtur Johann Winold von Westrem um die Zugesellung eines Koadjutors. Er hielt dafür Franz Wilhelm von Fürstenberg für geeignet. Noch im selben Jahr wählte ein Kapitel der Ballei Friedrich Wilhelm zu Koadjutor. Als Folge dieses Aufstiegs in eine bedeutende Ordensstelle verzichtete er zu Gunsten eines Neffen auf die ihm zustehenden Anteile an den Familiengütern.
Als Vertreter des Landkomturs übernahm Franz Wilhelm Verantwortung für die Ballei Westfalen. Deren Situation war höchst schwierig. Insgesamt gab es 1651 nur noch 10 Ritter und Priester. Die St. Georgs Kommende in Münster bestand nur noch dem Namen nach und war mit Mülheim vereinigt. Die Kommende Mülheim war hoch verschuldet. Abgesehen von den Pachtgeldern aus Brackel brachten nur die Kommenden Welheim und Waldenburg noch nennenswertes Einkommen ein. Als Folge eines Urteils des Reichshofrates ging die Waldenburg 1670 dem Orden verloren und fiel an die Familie von Fürstenberg. Allerdings nahm diese den Besitz aus Rücksicht auf Franz Wilhelm erst zwanzig Jahre später in Besitz. Solange profitierte der Orden noch von diesen Einkünften.

## Landkomtur

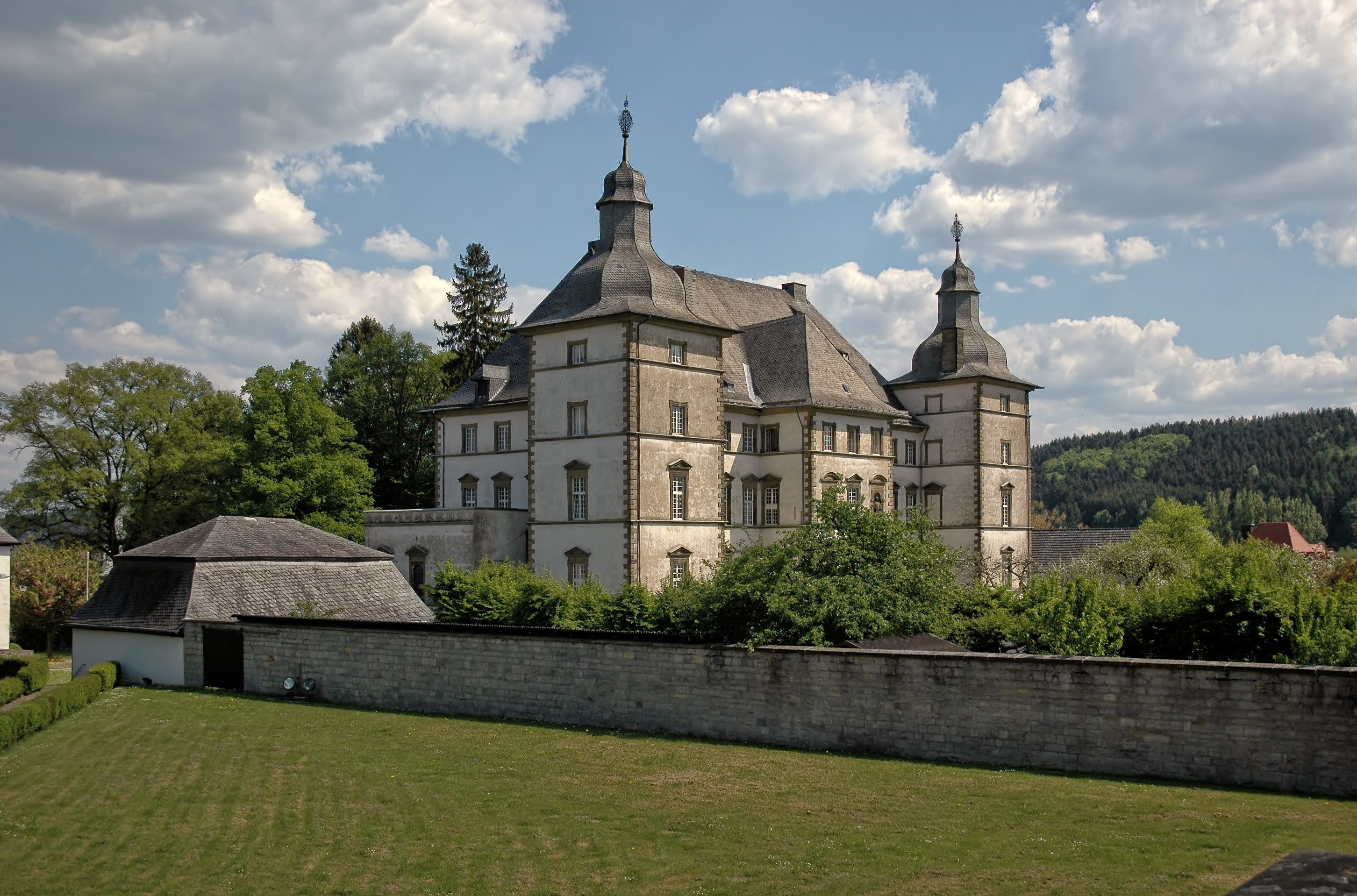
Deutschordenskommende Mülheim

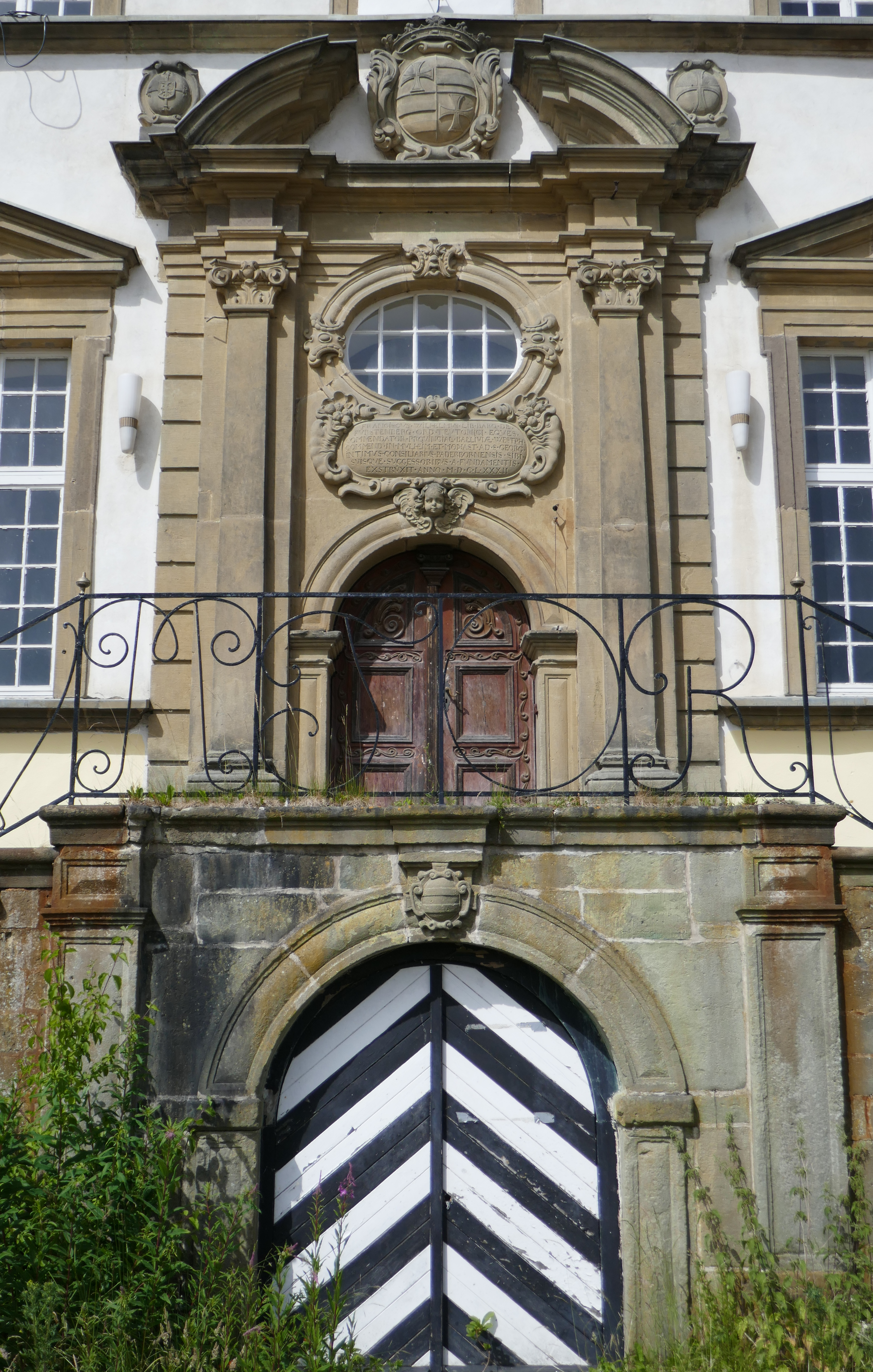
Portal mit Inschrift und Wappen von Franz Wilhelm von Fürstenberg

Bis zum Tod des bisherigen Landkomturs im Jahr 1671 führte Franz Wilhelm sein Amt als Hofmarschall weiter. Danach wurde er selbst Landkomtur. Noch im selben Jahr hielt er das erste Balleikapitel ab. Sein Verhältnis zum Hochmeister von Ampringen war freundschaftlich. Beide sahen sich im Ziel einig, den Niedergang des Ordens aufzuhalten. In seinem Verantwortungsbereich nahm Franz Wilhelm nur äußerst wenige neue Ritter auf, um so die Schulden der Ballei abtragen zu können. Nicht zuletzt durch eine strenge Rechnungsprüfung schaffte er es, die Schulden der Kommende und der Ballei bis 1682 zu begleichen. Durch die Sicherung von alten Besitzurkunden konnte er Besitzansprüche aufrechterhalten. Weil für den Orden verlustbringend, unterstützte er nicht die geplante Wiedergründung der St. Georgs Bruderschaft in Münster. Persönlich lebte Franz Wilhelm vergleichsweise bescheiden.
Bereits 1677 war die finanzielle Situation so stabil, dass Franz Wilhelm mit dem Neubau der Kommende in Mülheim beginnen konnte. Als Architekten konnte er Ambrosius von Oelde gewinnen. Es gelang ihm, seinen Bruder Bischof Ferdinand 1681 dazu zu bewegen, der Ordenskirche St. Margaretha einen bedeutenden Betrag zu stiften.
Franz Wilhelm verfasste 1682 eine Schrift, die sich mit der Verwaltung der Landkommende befasste. Sie trug den Titel: Gründliche und wahrhafte Nachricht von der Landkomturei Mülheim Gerechtigkeiten, uralten Herkommen und Gebräuchen, wie dann auch üblichen Verhaltungen in dem Hauswesen. Neben allgemeinen Beschreibungen und Darlegungen enthält die Schrift auch persönliche Notizen und Erinnerungen. Er hob auch hervor, dass bei aller Sparsamkeit die Pflicht zum Almosengeben nicht vergessen werden dürfe. Außerdem gab er Hinweise zur zweckmäßigen Verwaltung.
Der Landkomtur starb überraschend, nachdem er sich auf dem Rückweg von einer Wallfahrt nach Werl eine Verletzung zugezogen hatte.